# Brownleeïta
La brownleeïta és un mineral de la classe dels elements natius. Rep el nom en honor de l'astrònom de la Universitat de Washington, Donald Brownlee, qui va fundar el camp de la recerca de les partícules de pols interplanetàries.

## Característiques
La brownleeïta és un silicur de fórmula química MnSi. Va ser aprovada com a espècie vàlida per l'Associació Mineralògica Internacional l'any 2008. Cristal·litza en el sistema isomètric.

## Formació i jaciments
Va ser descoberta dins d'una partícula de pols interplanetària (IDP) que es creu que s'originà al cometa 26P/Grigg-Skjellerup. El material tipus es troba en partícules de menys de 0,0025 mm.